# Política colonial da Áustria
A política colonial da Áustria existia de forma limitada desde o século XVII, e nunca conseguiu estabelecer o Império Austríaco (e posteriormente, o Império Austro-Húngaro) como uma potência colonial. Os principais motivos deste fracasso foram a pressão de outras potências européias e um governo que muitas vezes não podia financiar a expansão ultramarina. Com a derrocada da Áustria-Hungria na Primeira Guerra Mundial, e a subseqüente saída da Áustria da lista de grandes potências, qualquer plano colonial que ainda pudesse existir foi abortado.

## Companhia de Ostende
A Companhia de Ostende foi uma companhia de mercadores criada nos Países Baixos Austríacos em 1717, com o objetivo de comercializar diretamente com as Índias Orientais. Pressões políticas internacionais impediram que o crescimento extraordinário da companhia prosseguisse, e ela foi suspendida em 1727, sendo dissolvida poucos anos depois, apesar de esforços para sua revitalização.

## África Oriental
Em março 1777 uma expedição os navios chegou à da Baía Delagoa (agora baía de Maputo, Moçambique), na costa sudeste da África e comprou um pequeno território na baía a um agente local da Companhia Holandesa das Índias Orientais, que tinha abandonado a região. Construiram um pequeno forte, com uma guarnição de dez homens, e declararam a baía como colônia austríaca, a expedição seguiu para a Índia.
Em 1781 uma força naval enviada de Goa pelo governador da Índia Portuguesa ocupou a baía e colocou fim para sempre às ambições austríacas de terem colónias na África oriental.
Em 1783 o aventureiro Moritz Benjowski apresentou uma proposta à corte vienense para colocar Madagáscar, sob a bandeira austríaca, mas não obteve qualquer apoio financeiro ou militar para sua empresa.

## Colonização das Ilhas Nicobar

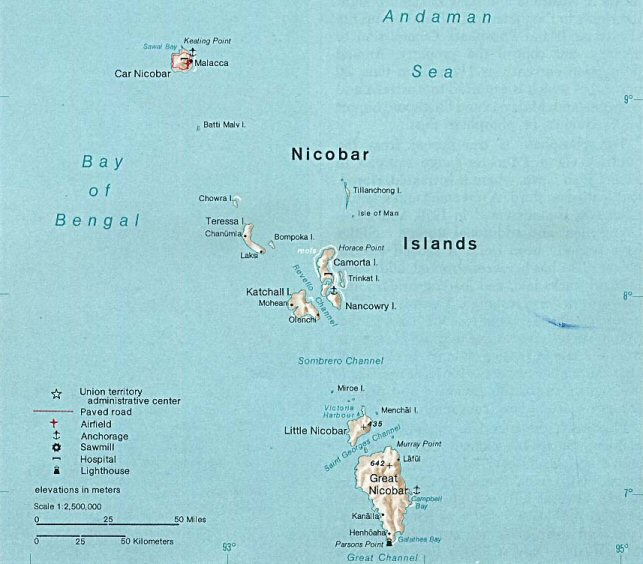
Localização das Ilhas Nicobar no Oceano Índico.

A colonização das Ilhas Nicobar foi uma tentativa de colonização das Ilhas Nicobar feita durante o século XVIII. A colônia foi estabelecida em 1778, onde previamente havia uma colônia dinamarquesa que acabou sendo abandonada pela coroa nórdica. A colonização austríaca das ilhas acabou por se mostrar mal-sucedida e teve curta duração (em 1783, por falta de apoio governamental, os últimos colonizadores deixaram as ilhas).

## Tianjin

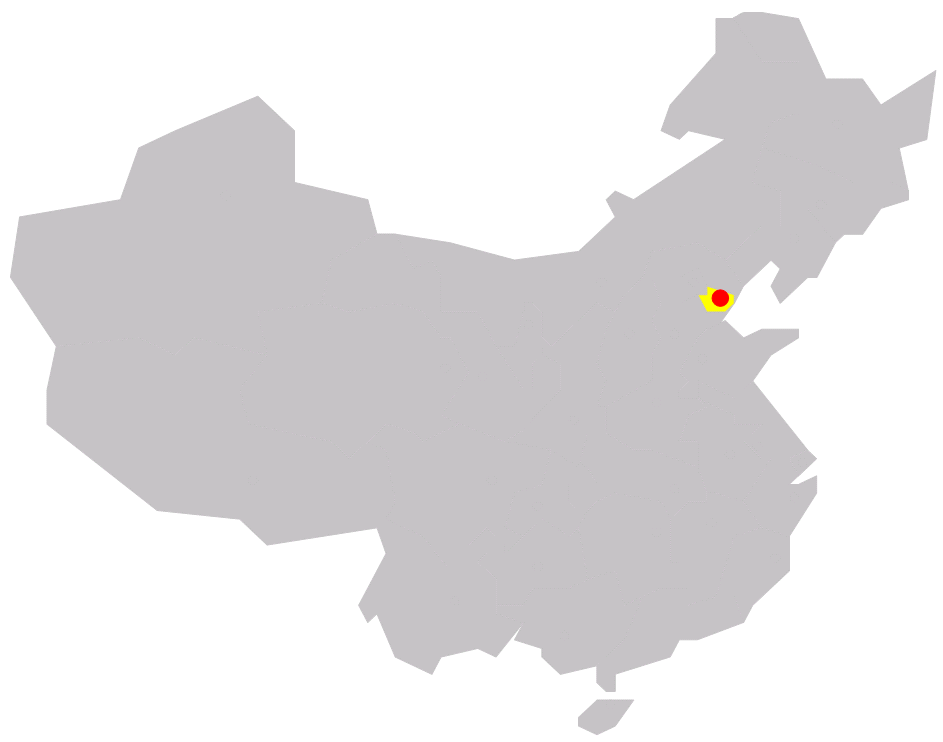
Localização de Tianjin na China.

Durante a Revolta dos Boxers e pouco depois de sua contenção, a Áustria-Hungria participou da Aliança das Oito Nações e ajudou a suprimir a rebelião. Entretanto, a Áustria-Hungria tinha enviado uma força expedicionária muito menor que qualquer uma das outras nações combatentes. Apenas um navio de guerra e uma pequena força de setenta e cinco homens foi enviada à China.
Mesmo assim, em 7 de Setembro de 1901, a Monarquia Habsburgo ganhou uma zona de concessão em Tianjin como parte de sua recompensa pela ajuda aos aliados. A zona possuía uma área de 170 acres (0,68 km²), um pouco maior que as zonas italiana e belga. O pequeno território possuía sua própria prisão, uma escola, um centro militar e um hospital, além do consulado austro-húngaro que mantinha os cidadãos locais sob o comando da Áustria, e não da China. Caso algum cidadão austríaco cometesse crimes no solo chinês, ele poderia ser julgado por suas próprias cortes.
Apesar de ter uma pequena força de defesa em Tianjin, a Áustria-Hungria mostrou-se incapaz de proteger e manter o controle de sua concessão durante a Primeira Guerra Mundial. A zona foi ocupada rapidamente pela China, logo após a declaração de guerra aos Impérios Centrais, e em 14 de Agosto de 1917, o acordo expirou (assim como ocorreu com a zona de concessão alemã na mesma cidade). A Áustria finalmente abriu mão do território em 10 de Setembro de 1919, e a Hungria publicou uma nota de reconhecimento similar em 1920.
Entretanto, apesar de seu relativamente curto período de existência (apenas dezesseis anos no total), os austríacos deixaram sua marca na área ocupada, como pode ser visto pela arquitetura desenvolvida no local, e que se mantêm viva até hoje.

### Lista de cônsules
- Carl Bernauer — 1901-1908
- Erwin Ritter von Zach — 1908
- Miloslav Kobr — 1908-1912
- Hugo Schumpeter — 1913-1917

## Outras atividades
Devido à falta de apoio governamental, a Áustria-Hungria não tentou obter nenhuma outra colônia além da zona de concessão em Tianjin. Ações individuais e expedições científicas não mudaram este estado.
Em 1873, uma expedição austríaca foi enviada ao pólo norte e acabou por descobrir e nomear as Ilhas da Terra de Francisco José, em homenagem ao imperador Francisco José da Áustria. As terras descobertas nunca tornaram-se uma colônia formal, muito embora nenhuma outra nação tenha reclamado as ilhas até que a União Soviética as anexou em 1926.
Outra tentativa de se adquirir uma colônia foi feita pelo Barão de Overbeck ao conhecer um vendedor de terras em Hong Kong (durante seu mandato de cônsul da Áustria-Hungria). Ele conseguiu um contrato de posse de dez anos de terras na ilha de Bornéu ao fazer acordos com o Temenggong de Brunei e o Sultão de Sulu em 22 de Janeiro de 1878. Para financiar seus planos em Bornéu, Overbeck conseguiu apoio financeiro com os irmãos Dent (Alfred e Edward Dent). Entretanto, ao procurar o governo, ele não conseguiu o apoio necessário para a aquisição do território como colônia. Posteriormente, o barão ainda tentaria vender suas terras para a Itália, mas, sem sucesso, acabou abandonando-as em 1880 e deixando Alfred Dent no controle.
Apesar de não possuir um império colonial, em 1885, a Áustria-Hungria foi convidada a participar da Conferência de Berlim (que objetivava regular as políticas coloniais das potências européias), o que mostrava que apesar da falta de expansão ultramarina, a Áustria-Hungria ainda era um dos grandes poderes da Europa.